# Bianca Bakke Westhoff
 Bianca Bakke Westhoff, née le 21 décembre 2000, est une skieuse alpine néerlandaise jusqu'à mi 2018 puis norvégienne après cette date.

## Biographie
Elle marque ses premiers points en Coupe d'Europe en février 2020 dans le slalom de Bad Wiessee.
En février 2021, elle prend la 9e place du slalom des championnats du monde juniors à Bansko.
Début janvier 2023, elle fait ses débuts en Coupe du monde dans le slalom de Zagreb. À la fin de ce même mois, elle obtient son premier podium en coupe d'Europe en se classant deuxième du premier slalom de Vaujany. Elle termine la saison à la 4e place du classement général de la coupe d'Europe de slalom. Fin mars, elle se classe 3e des championnats de Norvège en slalom et en géant.
Le 12 décembre 2023, elle marque ses premiers points en coupe du monde en prenant une belle 17e place dans le slalom de Levi. À la fin de la saison, elle remporte le classement général de la Coupe d'Europe de slalom. Début avril 2024, elle est vice-championne de Norvège de slalom à Hafjell.
Elle se blesse en décembre 2024 et met fin à sa saison.

## Palmarès

### Coupe du monde
- 12 épreuves de Coupe du monde disputées à fin mars 2024
- Meilleur classement général : 92e en 2024 avec 33 points
- Meilleur classement de slalom  : 43e en 2024 avec 33 points
- Meilleur résultat sur une épreuve de coupe du monde de slalom : 17e à Levi le 12 novembre 2023

#### Classements
| Saison / Épreuve | Saison / Épreuve | Général | Général | Slalom | Slalom |
| ---------------- | ---------------- | ------- | ------- | ------ | ------ |
| Saison / Épreuve | Saison / Épreuve | Class.  | Points  | Class. | Points |
| 2024             | 2024             | 92e     | 33      | 43e    | 33     |

### Championnats du monde juniors
| Épreuve / Édition    | Super G | Slalom géant | Slalom  | Combiné |
| Mondiaux 2017 Are    | 53e     | 54e          | Abandon | Abandon |
| Mondiaux 2020 Narvik | -       | 35e          | -       | -       |
| Mondiaux 2021 Bansko | -       | -            | 9e      | -       |

### Coupe d'Europe
Meilleurs résultats :
- Victorieuse classement du slalom  2023-2024
- Meilleur classement général : 5e en 2023-2024 (en cours)
- 14 tops-10 dont 5 secondes places

#### Classements
| Saison / Épreuve | Saison / Épreuve | Général | Général | Géant  | Géant  | Slalom | Slalom |
| ---------------- | ---------------- | ------- | ------- | ------ | ------ | ------ | ------ |
| Saison / Épreuve | Saison / Épreuve | Class.  | Points  | Class. | Points | Class. | Points |
| 2020             | 2020             | 174e    | 5       | -      | -      | 80e    | 5      |
| 2021             | 2021             | 191e    | 1       | -      | -      | 83e    | 1      |
| 2022             | 2022             | 174e    | 6       | -      | -      | 74e    | 6      |
| 2023             | 2023             | 21e     | 396     | 65e    | 6      | 4e     | 390    |
| 2024             | 2024             | 5e      | 494     | 35e    | 38     | 1er    | 456    |

### Championnats de Norvège
| Édition / Epreuve | Slalom géant | Slalom  |
| ----------------- | ------------ | ------- |
| 2022 Narvik       | 5e           | Abandon |
| 2023 Trysil       | Bronze       | Bronze  |
| 2024 Hafjell      | 4e           | Argent  |